# Districtul Martigny
Districtul Martigny franceză District de Martigny, germană Bezirk Martinach se află în cantonul Wallis, Elveția.
| Numele comunității | Locuitori (dec. 2006) | Suprafața in km² | Nr. local |
| ------------------ | --------------------- | ---------------- | --------- |
| Bovernier          | 763                   | 12.9             | 6131      |
| Charrat            | 1250                  | 7.6              | 6132      |
| Fully              | 6514                  | 37.8             | 6133      |
| Isérables          | 912                   | 15.3             | 6134      |
| Leytron            | 2388                  | 26.9             | 6135      |
| Martigny           | 15'163                | 24.9             | 6136      |
| Martigny-Combe     | 1950                  | 37.7             | 6137      |
| Riddes             | 2484                  | 23.9             | 6139      |
| Saillon            | 1810                  | 13.7             | 6140      |
| Saxon              | 3956                  | 23.2             | 6141      |
| Trient             | 150                   | 39.6             | 6142      |
| Total (11)         | 37'340                | 263.5            | 2307      |